# زريبة الوادي
زريبة الوادي بلدية بدائرة زريبة الوادي ولاية بسكرة الجزائرية.

## أصل التسمية
يرجع تسمية زريبة الوادي إلى وادي العرب والذي سمي بوادي العرب نسبة إلى القبائل العربية التي كانت تقطن على جانبيه

## الموقع والمساحة
تقع مدينة زريبة الوادي في دولة الجزائر في أقصى شرق ولاية بسكرة، وهي تتربع علي رقعة جغرافية تقدر مساحتها بحوالي 501.34 كلم2 ،ويحدها شمالا منطقة الدرمون و جنوبا بلدية الفيض (العظيم) و شرقا بلدية خنڨة سيدي ناجي و غربا بلدية عين الناقة  

## السكان
يبلغ عدد سكان بلدية زريبة الوادي حسب الإحصائيات التي أجريت عام 2006 وموزعين حسب الجنس وحسب التجمعات السكانية الحضرية والريفية كالآتي :
- الذكور: 10662.
- الإناث: 10581.
- المجموع: 21243.
- تجمع حضري: 14710.
- تجمع ريفي: 6533.
- المجموع: 21243.

عدد الأسر قدر بحوالي 3135 أسرة.

## الأحياء والشوارع
تنقسم بلدية زريبة الوادي على عدة أحياء وشوارع نذكر منها :

### الأحياء القديمة
- حي صبرة
- حي السوق
- حي الحرملية الشمالية
- حي الحرملية الجنوبية
- حي الحرملية الوسطى.

### الأحياء الجديدة
- حي تجزئة 174 مسكن.
- حي تجزئة 462 مسكن.
- حي تجزئة 325 مسكن.
- حي تجزئة 52 مسكن.
- حي تجزئة 48 مسكن.
- حي تجزئة 38 مسكن.
- حي تجزئة 29 مسكن.
- حي تجزئة 100 مسكن.
- حي تجزئة 18 مسكن.
- حي تجزئة 20 مسكن.
- حي تجزئة 30 مسكن.
- الـحي الجديد.

## السياحة
يوجد ببلدية زريبة الوادي عدة معالم سياحية وتاريخية نذكر منها على سبيل المثال الآثار الرومانية المتواجدة في كل من زريبة الوادي وقرية بادس.
اضافة الى المنازل الأثرية الاي تعود الى ماقبل الثورة الجزائرية في حي (صبرة ، الشطر )
اضافة الى المسجد العتيق سيدي مسعود 

## الاقتصاد
يشتمل نشاط بلدية زريبة الوادي الاقتصادي على الفلاحة أو الزراعة بالدرجة الأولى والتي يتمثل إنتاجها في الحبوب كالقمح والشعير، وبعض الخضر كالفول والجلبانة واليقطينة والفلفل والطماطم والبصل والثوم...الخ، هذا إضافة إلى منتجات أخرى كالتبغ.
اما النشاط الصناعي فيأتي بالدرجة الثانية ويتمثل في بعض الصناعات والحرف التقليدية ويوجد بالمنطقة مؤسسة صناعية للدقيق وتغذية الأنعام والتي تعرف باسم مطاحن البركة . للحاج الزريبي فرادي (دادا)

## التسلية والترفيه
ويتمثل في قطاع الشباب والرياضة والذي يعتبر من القطاعات الهامة في بلدية زريبة الوادي لدوره الفعال في تنشيط وخدمة المجتمع وخاصة الشباب، وتضم البلدية عدة منشآت شبانية ورياضية متعددة منها :
- دار الشباب الشهيد لوصيف السعيد.
- المركب الرياضي المجاور الشهيد بادي بادي.

## وصلات خارجية
- زريبة الوادي